# 法皇山脈
法皇山脈（ほうおうさんみゃく）は、石鎚山脈から笹ヶ峰の東部（ちち山別れ）で北東部に出た支脈。海岸にほぼ並行して西赤石山、東赤石山、二ッ岳、ハネズル山、赤星山、翠波峰などが連なっている。東に行くにつれて山の高さはおおむね低くなる。ハネズル山から西は赤石山系とも呼ばれる。

## 地形
中央構造線に南で接し、それにほぼ並行して松山自動車道が東西に縦貫し、さらにその北に東西に細長い平野がある。山脈の南は「嶺南」と呼ばれ、笹ヶ峰から発する銅山川が東進している。山脈を北から南に横断する道は標高700mを超える峠道であり、往来には苦労があったが、今日では法皇トンネル、堀切トンネル、大永山トンネルなどが利用可能で、自動車による交通利便性が格段に向上している。高知自動車道もトンネルで山脈を貫通する。銅山川水系には3つのダムが建設され、それらからの導水トンネルも山中を貫通し、宇摩地域の工業用水を多量に必要とする製紙工場等に供給されている。

## 由来
名前の由来については、後白河法皇の三十三間堂建立時に使われた木材が優秀であったため、その産地である山に法皇の名を付ける許しがあったと言われている。嶺南地域には多くの平家の落人伝説が残り、それにまつわる地名もある。

## 地質
地質的には三波川変成帯に属し、エクロジャイト、かんらん岩などの特徴ある岩石が分布している。また銅、クロムなどの鉱物資源にも恵まれ、別子銅山をはじめとする金属鉱山が複数操業していたが、現在までに全て閉山している。

## 気象
石鎚山脈と剣山山地の間を吹き抜け、山脈から瀬戸内側（燧灘側）へ吹きおりる突風は局地風の一つ「やまじ風」としてよく知られている。

## ギャラリー

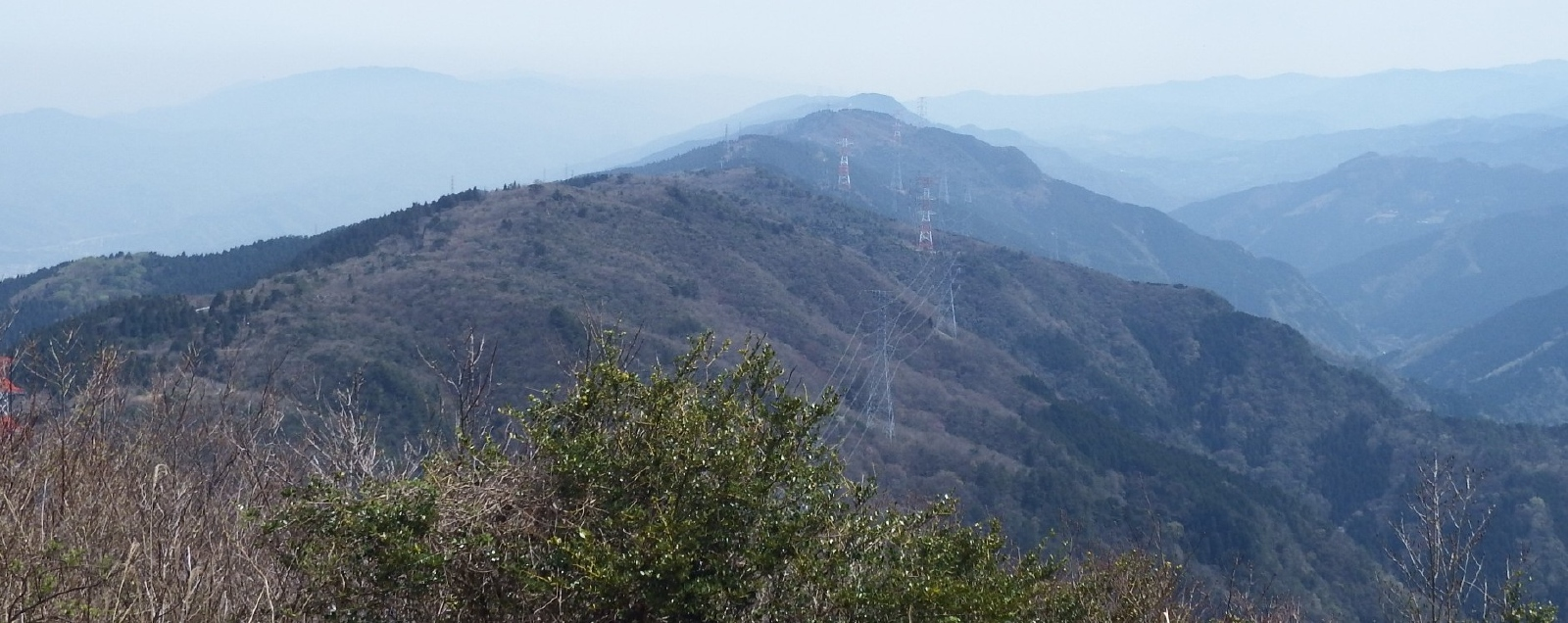
翠波峰より東へ連なる山脈
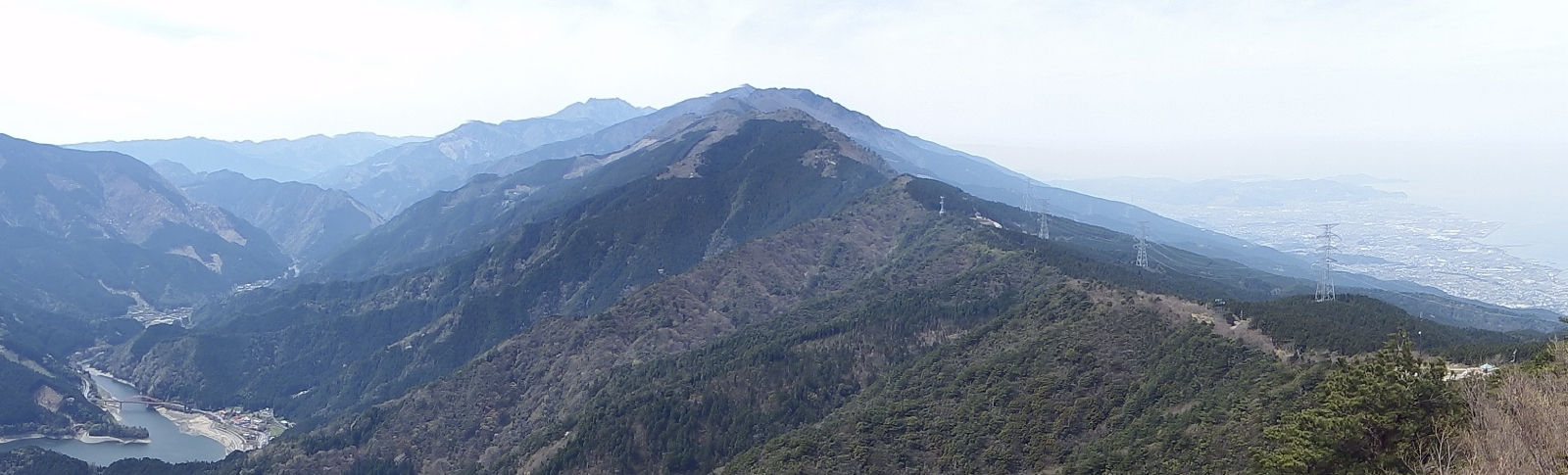
翠波峰より西へ連なる山脈
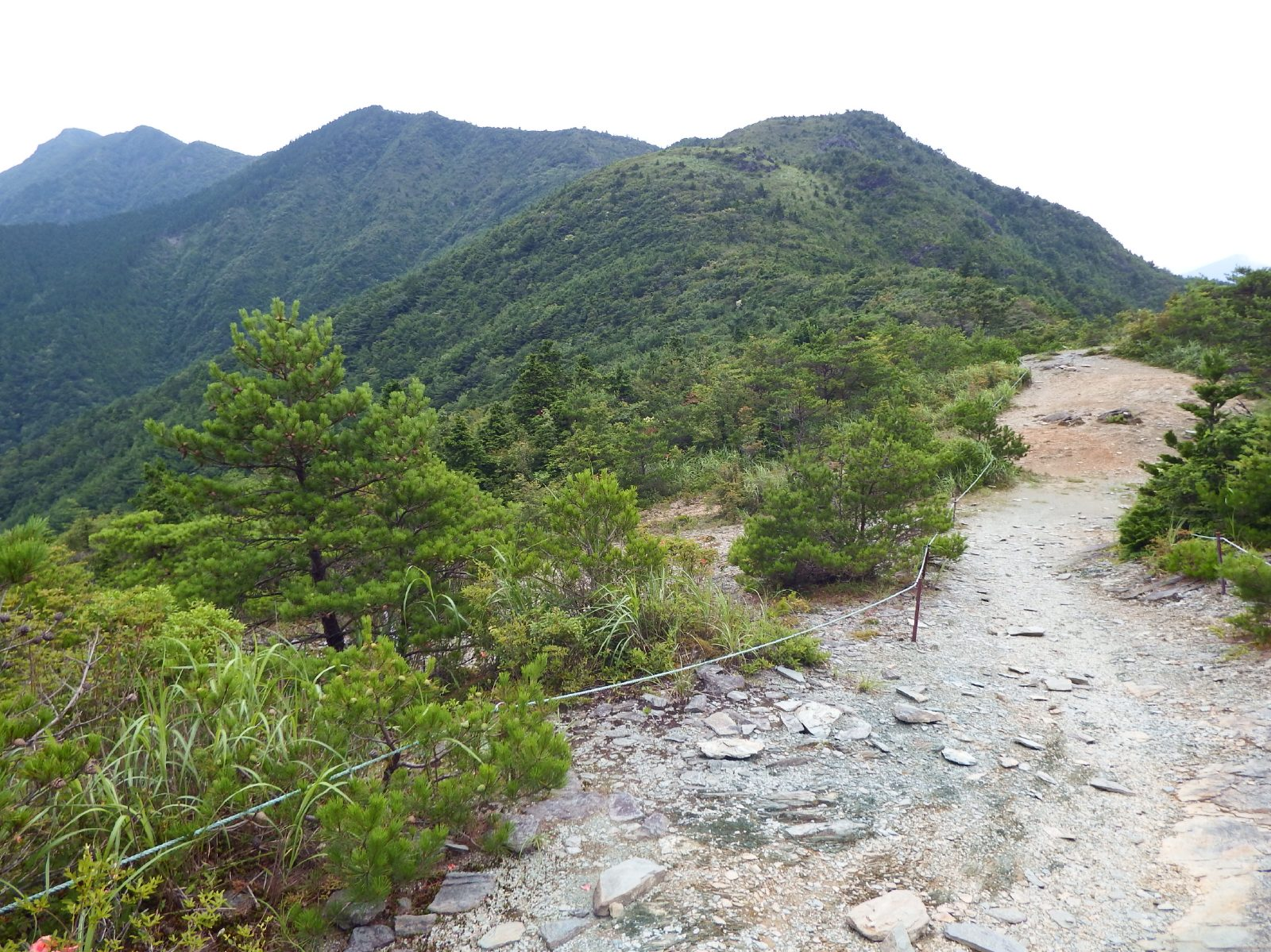
銅山峰から左奥に西赤石山